# Bernard Doumbia
Bernard Henry Cédric Doumbia (* 11. November 1992 in Duékoué) ist ein ivorischer Fußballspieler.

## Karriere
Bernard Doumbia kam 2013 nach Thailand und unterschrieb einen Vertrag beim damaligen Thai-Premier-League-Verein Saraburi FC in Saraburi. Seine vorherigen Stationen sind unbekannt. Nach einem Jahr ging er nach Angthong um sich den dort beheimateten Zweitligisten Angthong FC anzuschließen. Anfang 2018 verließ er den Verein und unterschrieb einen Vertrag beim Erstligisten Chainat Hornbill FC. Nach einem erfolgreichen Jahr mit 34 Einsätzen und 15 erzielten Toren in Chainat unterschrieb er 2019 einen Vertrag beim Ligakonkurrenten Nakhon Ratchasima FC in Nakhon Ratchasima. Für Korat absolvierte er 27 Erstligaspiele. 2020 wechselte er nach Kuwait. Hier wurde er vom al-Arabi SC unter Vertrag genommen. Der Verein aus Mansouria, einem Stadtteil von Kuwait, spielte in der ersten Liga des Landes, der Kuwaiti Premier League. Nach einem Jahr wechselte er im Januar 2021 zum Ligakonkurrenten Al-Fahaheel SC. Über die Stadionen al Qadsia Kuwait und Khaitan SC ging er Anfang Juli 2021 nach Jordanien. Hier schloss er sich in Amman dem al-Wihdat anschloss.